# Liste der Museen in Hof (Saale)
Die Liste der Museen in Hof gibt einen Überblick über aktuelle und ehemalige Museen in der kreisfreien Stadt Hof in Bayern. Berücksichtigt werden lediglich Einrichtungen, die über eine eigene Sammlung verfügen und diese in für die Öffentlichkeit zugänglicher Weise ausstellen. Nicht aufgeführt sind reine Ausstellungshäuser, die ausschließlich Werke ausstellen, die sich nicht im Besitz der Institution befinden.

## Aktuelle Museen
| Name                               | Kurzbeschreibung | gegründet/ eröffnet | Träger          | Standort        | Bild           | Link |
| ---------------------------------- | --- | ------------------- | --------------- | --------------- | -------------- | ---- |
| Museum Bayerisches Vogtland        | Das Museum zeigt eine umfangreiche Dauerausstellung zur Stadt- und Regionalgeschichte Hofs und des Bayerischen Vogtlands. Ferner hat es eine Naturkundeabteilung und eine Abteilung „Flüchtlinge und Vertriebene in Hof“. |                     |                 | Sigmundsgraben  | weitere Bilder |      |
| Johann Christian Reinhart Cabinett | Johann Christian Reinhart wurde 1761 in Hof geboren, zog 1789 nach Rom und entwickelte sich dort zum Landschaftsmaler. Von den 131 Werken Reinharts im Bestand der Sammlung werden im Wechsel jeweils 33 Bilder gezeigt.  | 2008                | KulturKreis Hof | Hospitalgebäude |                |      |